# Vuci (roman Milutina Cihlara Nehajeva)
Vuci: o četiristotoj obljetnici smrti Krste Frankopana, kneza Krčkog, Senjskog i Modruškog: 27. IX. 1527 - 27. IX. 1927 je povijesni roman Milutina Cihlara Nehajeva iz 1928. godine.
U romanu pripovijeda o sudbini kneza krčkoga, senjskog i modruškog Krste Frankopana (1482. – 1527.). Napisao ga je u spomen 400. obljetnice Frankopanove smrti. S motrišta književne teorije najinteresantnije u ovom romanu je rastakanje struktura povijesnog romana po uzoru na Šenou i nagovještava povijesni roman 20. stoljeća. Zbog toga je ovo djelo važno za povijest hrvatske književnosti te se o ovom romanu govori kao o „novopovijesnom romanu”. Odlika samog djela je snažna imaginacija pripovjedne vještine u opisu života i borbe Krste Frankopana.
U romanu Vuci napravio je otklon od prijašnjeg rada. U Vucima "nekako šalje odgovore sam sebi, polemizira sam sa sobom, u ime upravo matoševskog kulta energije, borbenosti, čvrstoće, u ime svega onoga što je bilo negirano u njegovim ranijim djelima, u romanu Bijeg i ostalim njegovim novelama.

## Povezano
- Seljačka buna
- Veliki grad

## Vanjske poveznice
Mrežna mjesta
- Vuci, elektronička inačica, www.hrlektire.com